# Gorkha National Liberation Front

Flagge der Gorkha National Liberation Front

Gorkha National Liberation Front (GNLF, Nepali गोर्खा राष्ट्रिय मुक्ति मोर्चा, „Nationale Gurkha-Befreiungsfront“) ist eine Kleinpartei im indischen Bundesstaat Westbengalen.

## Parteigeschichte
Die Gorkha National Liberation Front wurde am 24. Juli 1980 durch Subash Ghising, einen ehemaligen Angehörigen der Gorkha Rifles, eines Regiments der indischen Armee, gegründet. Die Gründung fiel in eine unruhige Zeit im indischen Nordosten. Von 1979 bis 1985 agitierte im benachbarten Bundesstaat Assam die Assam-Bewegung (Assam movement), eine vorwiegend von Studentenorganisationen initiierte Massenbewegung, die sich vor allem gegen die massive illegale Einwanderung über die grüne Grenze aus dem benachbarten Bangladesch richtete. Dabei wurden nicht immer gewaltfreie Mittel angewandt und es kam zu zahlreichen Todesopfern aufgrund von ethnisch-religiös motivierter Gewalt. Auch die zahlreichen kleinen Bergvölker in Assam und ganz Nordostindien wurden von dieser Strömung erfasst und begannen, sich gegen die Einwanderung aus dem Tiefland zu wehren bzw. für Sonderrechte zu kämpfen.
Der Norden des indischen Bundesstaates Westbengalen, d. h. der Distrikt Darjeeling und die nördlichen Anteile der Distrikte Jalpaiguri sowie Koch Bihar, war nicht von ethnischen Bengalen, sondern mehrheitlich von ethnischen Nepalesen besiedelt. Erklärtes Ziel der Gorkha National Liberation Front war die Schaffung eines eigenen Bundesstaats „Gorkhaland“ im Norden von Westbengalen. Nepalesisch sollte als eine offizielle Staatssprache Indiens anerkannt sowie in die Verfassung aufgenommen werden, und die Region Gorkhaland sollte wirtschaftlich besser entwickelt werden. Politischer Hauptgegner war die Linksfront-Regierung Westbengalens unter Chief Minister Jyoti Basu. Nach einer längeren Phase innerer Unruhen und zum Teil gewalttätiger Agitation kam es nach zweijährigen Verhandlungen am 22. August 1988 zum Darjeeling (Hill) Accord, einem Übereinkommen zwischen Vertretern der indischen Zentralregierung unter Rajiv Gandhi, der Regierung Westbengalens und den Führern der GNLF, nach dem ein Regionalrat, der Darjeeling Gorkha Hill Council als regionales Selbstverwaltungsorgan im Distrikt Darjeeling gebildet wurde. Dieser Regionalrat existierte von 1988 bis 2012. Nach diesem Übereinkommen ebbte die Gorkhaland-Bewegung erheblich ab. Bei der folgenden gesamtindischen Parlamentswahl 1989 gewann die GNLF zum ersten und einzigen Mal den Wahlkreis Darjeeling und entsandte einen Abgeordneten in die Lok Sabha. Bei den Wahlen zum Regionalparlament in Westbengalen 1996, 2001 und 2006 gewann die GNLF 0,44 %, 0,52 % bzw. 0,50 % der Stimmen und je 3 Wahlkreise (22-Kalimpong, 23-Darjeeling, 24-Kurseong) jeweils mit sehr deutlichen Mehrheiten. Im Jahr 2007 gründete der ehemalige Mitstreiter von Subash Ghising, Bimal Gurung, die Gorkha Janmukti Morcha (GJM, „Gurkha-Volksbefreiungsfront“). Das politische Gewicht der GNLF nahm seitdem sehr stark ab und die Partei konnte bei der Wahl in Westbengalen 2011 keinen Wahlkreis mehr gewinnen. Sie erreichte in den drei genannten Wahlkreisen weniger als 10 % der Stimmen, während die rivalisierende GJM jeweils deutlich mehr als 50 % erhielt. Bei der Wahl 2016 trat sie gar nicht mehr an und am 29. Januar 2016 starb auch im Alter von 78 Jahren der Gründer und langjährige Parteivorsitzende Subash Ghising.